# Освіта в Японії

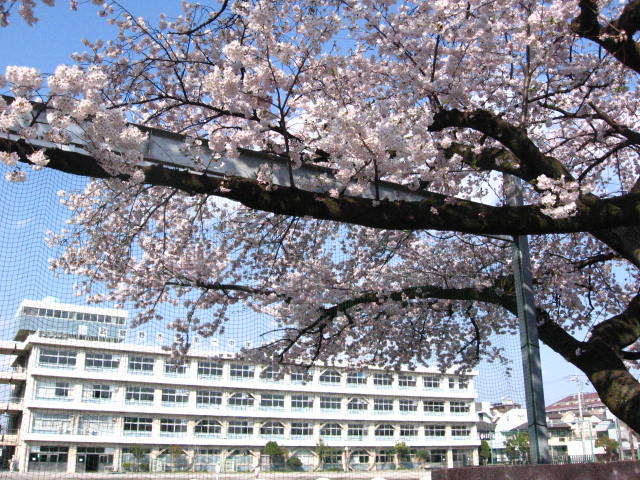
Японська середня школа.

Освіта в Японії

## Історія

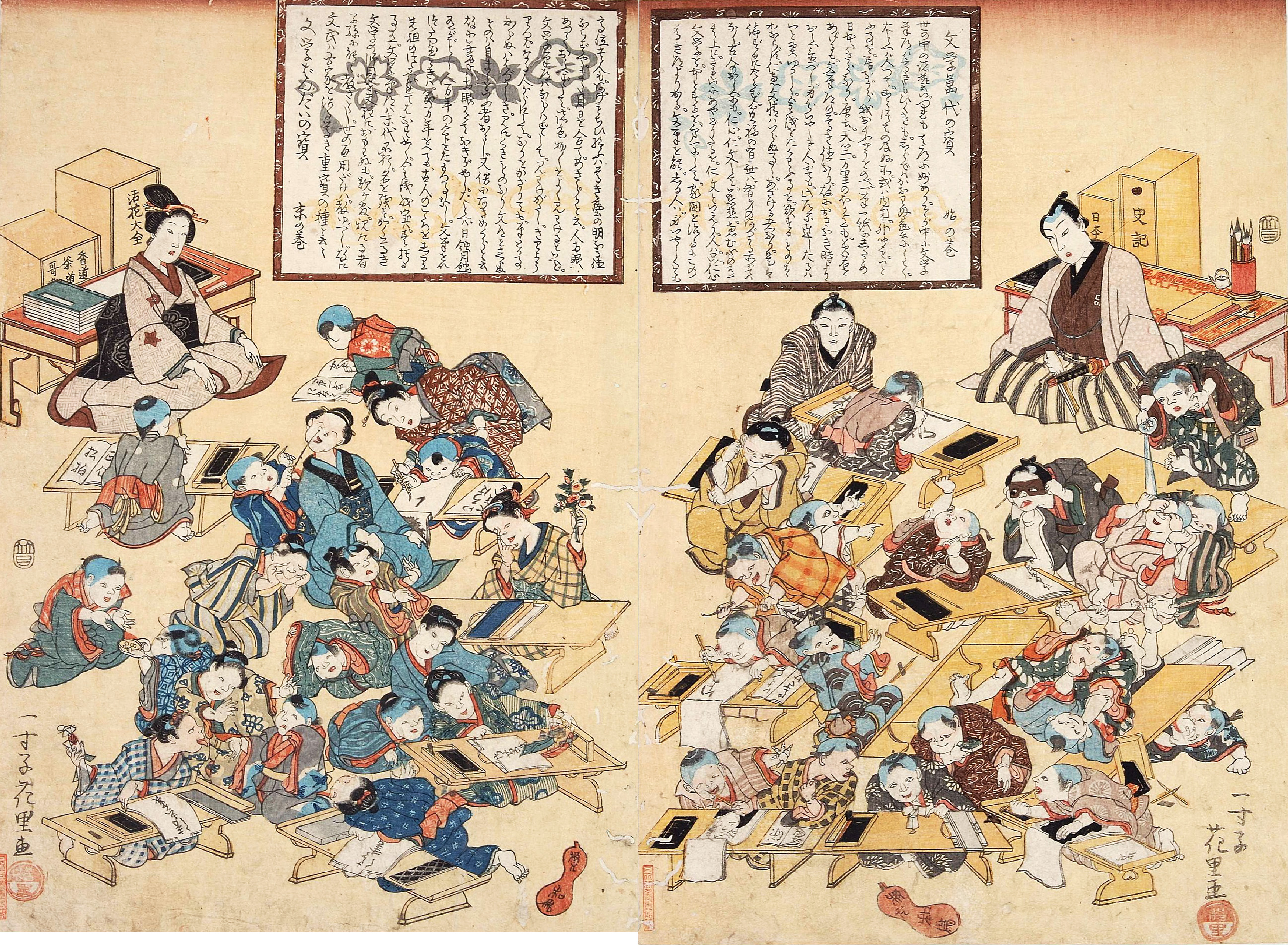
Теракоя 19 століття.

До 13 століття японська система освіти перебувала під впливом китайських і корейських аналогів. В часи правління Імператора Одзіна в країні працювали пекчеські вчені Атікі (阿直岐) та Вані (王仁). Близько 552 року за посередництва Пекче в Японію потрапив буддизм. Його адепти поширювали в країні континентальні наукові знання, технічні та мистецькі навички. 607 року японський принц Шьотоку відправив до китайської династії Суй посольство разом із стажерами, сподіваючись перейняти передові азійські знання. В часи правління Імператора Тендзі в Японії була споруджена перша урядова школа Сьодзьо (庠序).
У 8 столітті, в період Нара, японці підтримували контакти з китайською династією Тан. Під впливом останньої, після набуття чинності кодексу Тайхо, в Японії була закладена китайська система освіти. Згідно з цією системою в японській столиці Нарі засновувалася Академія (大学寮), а в провінціях — провінційні школи. Ця система збереглася після переносу столиці до Кіото в 794 році.
Протягом 9 — 12 століть у Японії відбувався процес адаптації китайської культури. Набула розвитку ієрогліфічні література та поезія, були винайдені абетки хіраґана й катакана, і започаткована література та поезія, написані абеткою. Основними освітніми центрами для знаті й чиновників були провінційні школи і буддистські монастирі езотеричних сект. Для простолюду існували спеціальні школи, споруджені ченцями, в яких навчали читати, рахувати, а також надавали певні технічні навички. Найвідомішою з таких шкіл була Сюґей-сюті (綜芸種智院), заснована ченцем Кукаєм.
Після заснування Камакурського сьоґунату китайська централізована система освіти занепала. Набула поширення домашня і приватна освіта — в домах вчених або монастирях. Обителі усіх сект надавали початкову освіту. Спеціальну освіту отримували в храмах і гуртожитках монастирів секти Дзен. Освітою простолюдинів займалися ченці новоявлених сект амідаїстів та нітіренівців. Серед знаті та заможного чернецтва з'явився звичай засновувати приватні бібліотеки та архіви.

## Дошкільна освіта

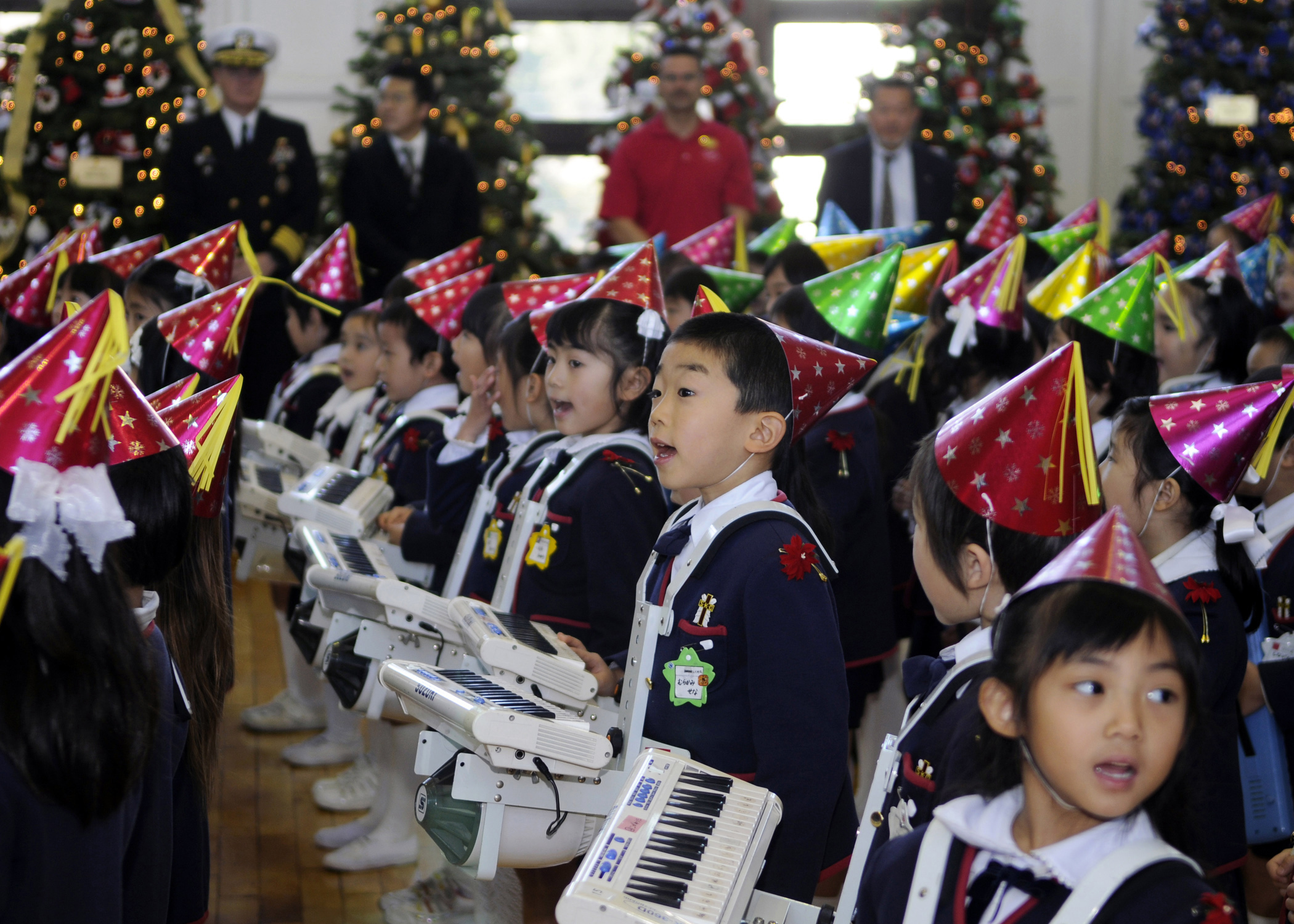
Японські дошкільнята на святі (Йокосука, Канаґава, 2008)

Дошкільна освіта представлена яслами (保育所), дитсадками (幼稚園) та особливими школами для дітей з інвалідністю (特別支援学校). Ясла приймають немовлят до 6 років, але не надають жодної освітньої підготовки. Через це ясла перебувають поза офіційною системою освіти й підпорядковуються Міністерству добробуту і праці, а не Міністерству культури й освіти, як і всі освітні заклади. Дитсадки здійснюють підготовку до початкової школи дітей віком від 3 до 6 років. В дитсадках діти перебувають до середини другої половини дня, в яслах — цілий день, залежно від особливостей робочого дня батьків. Носіння форми учнями дитсадка є обов'язковим.
Станом на 2009 рік в країні нараховувалося 22 925 ясел. Серед них 11 008 були публічними, а 11 917 — приватними. На роботі в яслах було зайнято 2 132 081 осіб, які доглядали 2 040 974 дітей. На черзі потрапити до ясел стояло 25 384 дитини.
Станом на 2005 рік в Японії нараховувалося 13 949 дитсадків. З них 49 були державними, 5 — публічними, 5546 — префектурними або муніципальними, а 8354 — приватними. Частина дитсадків є дочірніми установами початкових шкіл або університетів.

## Початкова

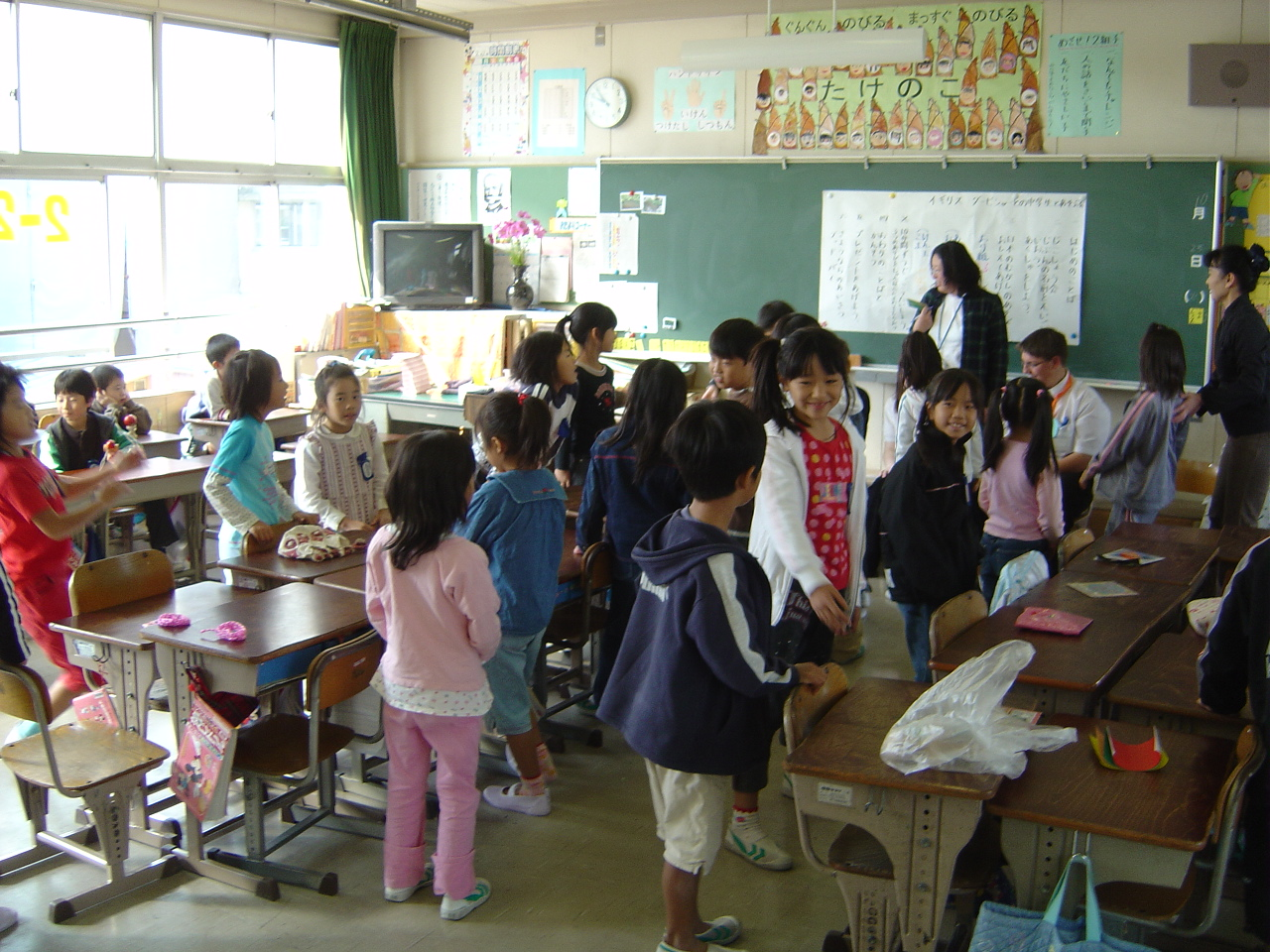
Учні початкової школи на уроці

Початкова освіта представлена початковою школою (小学校) та особливими школами для дітей з інвалідністю (特別支援学校). До закладів початкової освіти вступають діти віком від 6 років. Початкова освіта є обов'язковою.
Навчання в початковій школі триває 6 років. В ній викладають загальноосвітні предмети: державна мова (каліграфія включно), арифметика, музика, мистецтво, фізкультура (1 — 6 роки навчання), основи життєдіяльності (1 — 2 роки навчання), гуманітарні науки, природничі науки (3 — 6 роки навчання), праця (5 — 6 роки навчання). В деяких приватних школах додатково викладають релігієзнавство, світську етику, валеологію тощо. Загальнодержавних підручників не існує. Відповідні підручники, доступні в широкому асортименті, обирають освітні комітети муніципальних районів або керівництво школи. Носіння форми і прибирання школи учнями є обов'язковим.
Станом на 2008 рік в країні нараховувалося 22 476 початкових шкіл. З них 73 були державними, 22 197 — публічними і 206 — приватними. В них навчалося 7 121 781 дітей віком від 6 до 12 років. В державних і публічних школах навчання хлопчиків і дівчаток проходить разом. В деяких приватних школах — окремо. В більшості шкіл учні мають обід, оплачуваний батьками.
На відміну від українських шкіл, початкові школи в Японії називаються за назвами місцевостей, в яких розташовані, а не номерами. Школи будуються з залізобетону на підвищеній місцевості через небезпеку землетрусів і цунамі. Більшість будинків мають стандартну архітектуру.

## Середня

### Молодша

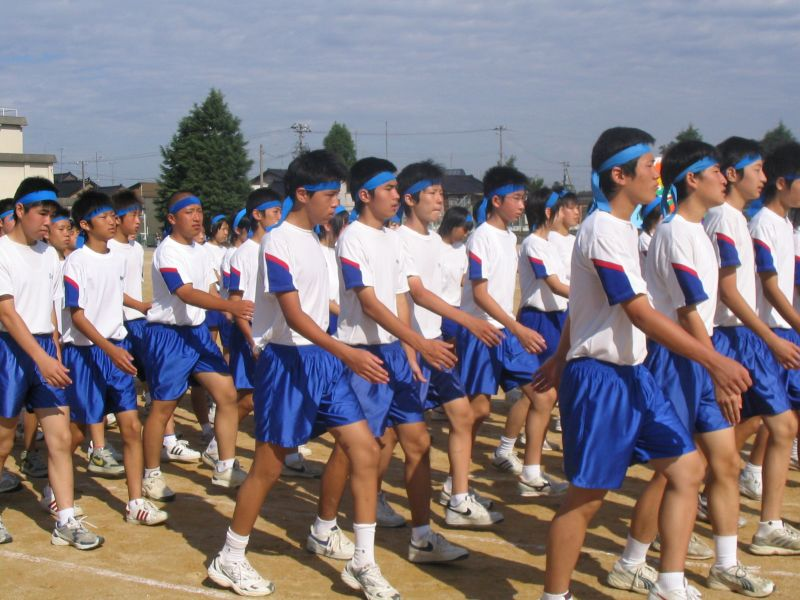
Учні середньої школи на святі фізкультури.

Молодша середня представлена середньою школою (中学校) та особливими школами для дітей з інвалідністю (特別支援学校). До закладів молодшої середньої освіти вступають діти віком від 12 років. Учні можуть відвідувати школу заочно з 15 років. Молодша середня освіта є обов'язковою.
Навчання в середній школі триває 3 роки. До обов'язкових предметів входять: державна мова, гуманітарні науки (географія, історія, суспільство), математика (алгебра, геометрія), природничі науки (фізика, хімія, біологія, геологія), музика (опанування музичних інструментів і спільний виступ), образотворче мистецтво, фізкультура, праця, англійська мова. В деяких приватних школах додатково викладають релігієзнавство, світську етику, валеологію тощо. Існує також класна година, присвячена вивченню історії краю, пацифізму, шкільним заходам. Загальнодержавних підручників не існує. Відповідні підручники обирають освітні комітети муніципальних районів або керівництво школи. Носіння форми і прибирання школи учнями є обов'язковим.
Станом на 2005 рік в країні нараховувалося 11 035 середніх шкіл. З них 76 були державними, 10 238 — публічними і 721 — приватними. В них навчалося 3 626 415 дітей віком від 12 до 15 років. В державних і публічних школах навчання хлопчиків і дівчаток проходить разом. В деяких приватних школах — окремо.
Середні школи в Японії іменуються так само як початкові.

### Старша
Старша середня представлена старшою середньою школою (高等学校), технікумами (専修学校) та особливими школами для осіб з інвалідністю (特別支援学校). До закладів старшої середньої освіти вступають діти віком від 15 років. Форма навчання денна. Старша середня освіта не є обов'язковою.
Навчання в старшій середній школі триває 3 роки. Існує спеціалізація за гуманітарними та природничими предметами. Головною метою навчання є вступ до університету. До предметів старшої середньої школи входять: державна мова (сучасна, стародавня), гуманітарні науки (географія, історія Японії, всесвітня історія), суспільство (соціологія, етика, політологія, економіка), математика (алгебра, геометрія), природничі науки (фізика, хімія, біологія, геологія), мистецтво (музика, образотворче мистецтво, каліграфія, ремесла), фізкультура, англійська мова, праця, інформатика. Спеціалізованими предметами на вибір є агрономія, промисловість, торгівля, рибальство, медогляд, добробут, іноземні мови тощо. В приватних школах додатково викладають інші предмети. Існує також класна година, присвячена вивченню історії краю, пацифізму, шкільним заходам. Загальнодержавних підручників не існує. Відповідні підручники обирають освітні комітети муніципальних районів або керівництво школи. Носіння форми і прибирання школи учнями є обов'язковим. Після уроків учні беруть участь в позакласній діяльності, вивчаючи кендо, дзюдо, кюдо, каліграфію, атлетику, політекономію тощо.
Станом на 2005 рік в країні нараховувалося 5418 старших середніх шкіл. З них 15 були державними, 4082 — публічними і 1321 — приватними. В них навчалося 3 605 242 учнів віком від 15 до 18 років. В державних і публічних школах навчання хлопчиків і дівчаток проходить разом. В деяких приватних школах — окремо.
Старші середні школи в Японії іменуються так само як початкові.

## Вища освіта

### Університети
- Кіотський університет (Кіото)
- Кюсюський університет (Фукуока)
- Наґойський університет (Наґоя)
- Токійський університет (Токіо)
- Тохокуський університет (Сендай)
- Університет Хітоцубасі (Токіо)
- Хіросімський університет (Хіросіма)
- Хоккайдоський університет (Саппоро)

Приватні
- Софійський університет (Токіо)
- Університет Васеда (Токіо)
- Університет Кейо (Токіо)

## Таблиця
| Вік   | Ступінь         | Навчальні заклади                  | Навчальні заклади                  | Навчальні заклади                  | Навчальні заклади                  | Навчальні заклади                  | Навчальні заклади |
| ----- | --------------- | ---------------------------------- | ---------------------------------- | ---------------------------------- | ---------------------------------- | ---------------------------------- | ----------------- |
| 3-4   |                 | Дитячий садок                      | Дитячий садок                      | Дитячий садок                      | Дитячий садок                      | Дитячий садок                      | Особлива школа    |
| 4-5   |                 | Дитячий садок                      | Дитячий садок                      | Дитячий садок                      | Дитячий садок                      | Дитячий садок                      | Особлива школа    |
| 5-6   |                 | Дитячий садок                      | Дитячий садок                      | Дитячий садок                      | Дитячий садок                      | Дитячий садок                      | Особлива школа    |
| 6-7   | 1               | Початкова школа обов'язкова освіта | Початкова школа обов'язкова освіта | Початкова школа обов'язкова освіта | Початкова школа обов'язкова освіта | Початкова школа обов'язкова освіта | Особлива школа    |
| 7-8   | 2               | Початкова школа обов'язкова освіта | Початкова школа обов'язкова освіта | Початкова школа обов'язкова освіта | Початкова школа обов'язкова освіта | Початкова школа обов'язкова освіта | Особлива школа    |
| 8-9   | 3               | Початкова школа обов'язкова освіта | Початкова школа обов'язкова освіта | Початкова школа обов'язкова освіта | Початкова школа обов'язкова освіта | Початкова школа обов'язкова освіта | Особлива школа    |
| 9-10  | 4               | Початкова школа обов'язкова освіта | Початкова школа обов'язкова освіта | Початкова школа обов'язкова освіта | Початкова школа обов'язкова освіта | Початкова школа обов'язкова освіта | Особлива школа    |
| 10-11 | 5               | Початкова школа обов'язкова освіта | Початкова школа обов'язкова освіта | Початкова школа обов'язкова освіта | Початкова школа обов'язкова освіта | Початкова школа обов'язкова освіта | Особлива школа    |
| 11-12 | 6               | Початкова школа обов'язкова освіта | Початкова школа обов'язкова освіта | Початкова школа обов'язкова освіта | Початкова школа обов'язкова освіта | Початкова школа обов'язкова освіта | Особлива школа    |
| 12-13 | 1               | Середня школа обов'язкова освіта   | Середня школа обов'язкова освіта   | Середня школа обов'язкова освіта   | Середня школа обов'язкова освіта   | Середня школа обов'язкова освіта   | Особлива школа    |
| 13-14 | 2               | Середня школа обов'язкова освіта   | Середня школа обов'язкова освіта   | Середня школа обов'язкова освіта   | Середня школа обов'язкова освіта   | Середня школа обов'язкова освіта   | Особлива школа    |
| 14-15 | 3               | Середня школа обов'язкова освіта   | Середня школа обов'язкова освіта   | Середня школа обов'язкова освіта   | Середня школа обов'язкова освіта   | Середня школа обов'язкова освіта   | Особлива школа    |
| 15-16 | 1               | Вища школа                         | Вища школа                         | Вища школа                         | Вища школа                         | Вища спеціальна школа (технікум)   | Особлива школа    |
| 16-17 | 2               | Вища школа                         | Вища школа                         | Вища школа                         | Вища школа                         | Вища спеціальна школа (технікум)   | Особлива школа    |
| 17-18 | 3               | Вища школа                         | Вища школа                         | Вища школа                         | Вища школа                         | Вища спеціальна школа (технікум)   | Особлива школа    |
| 18-19 |                 | Університет (бакалаврат)           | Національна академія               | Медично-фармацевтичний факультети  | Коледж Училище                     | Вища спеціальна школа (технікум)   |                   |
| 19-20 | Студент         | Університет (бакалаврат)           | Національна академія               | Медично-фармацевтичний факультети  | Коледж Училище                     | Вища спеціальна школа (технікум)   |                   |
| 20-21 |                 | Університет (бакалаврат)           | Національна академія               | Медично-фармацевтичний факультети  |                                    |                                    |                   |
| 21-22 | Бакалавр        | Університет (бакалаврат)           | Національна академія               | Медично-фармацевтичний факультети  |                                    |                                    |                   |
| 22-23 |                 | Аспірантура (магістратура)         | Аспірантура (магістратура)         | Медично-фармацевтичний факультети  |                                    |                                    |                   |
| 23-24 | Магістр (М. А.) | Аспірантура (магістратура)         | Аспірантура (магістратура)         | Медично-фармацевтичний факультети  |                                    |                                    |                   |
| 24-25 |                 | Аспірантура (докторантура)         | Аспірантура (магістратура)         | Аспірантура (докторантура)         |                                    |                                    |                   |
| 25-26 |                 | Аспірантура (докторантура)         | Аспірантура (магістратура)         | Аспірантура (докторантура)         |                                    |                                    |                   |
| 26-27 | Доктор (Ph.D)   | Аспірантура (докторантура)         | Аспірантура (магістратура)         | Аспірантура (докторантура)         |                                    |                                    |                   |
| 27-28 | Доктор (Ph.D)   |                                    |                                    | Аспірантура (докторантура)         |                                    |                                    |                   |